# Maxim Napolinowitsch von Dittmar
Maxim Napolinowitsch von Dittmar (* 17. April 1902 in Kuressaare (deutsch Arensburg); † 23. März 1926 in Moskau) war der Begleiter von Karl Kindermann und Theodor Wolscht bei deren im Oktober 1924 gestarteten Reise in die Sowjetunion. Kurz nach der Ankunft in Moskau wurde er zusammen mit seinen Gefährten verhaftet und als Spion angeklagt. Er starb nach dem Prozess in einem Moskauer Gefängnis. Für die Benennung der aus der Verhaftung und Verurteilung der drei resultierenden und das deutsch-sowjetische Verhältnis stark belastenden Kindermann-Wolscht-Affäre wurde von Dittmars Name nicht aufgegriffen, und er war auch für deren deutsche Rezeption nur von geringerer Bedeutung, da er – obwohl Deutsch-Balte – estländischer Staatsbürger war und auch für die deutsch-sowjetischen Verwicklungen, die mit der Affäre verbunden waren, kaum relevant. Da er nach der Urteilsverkündung in der Haft verstarb, spielte von Dittmar im letzten Akt der Affäre keine Rolle mehr.

## Leben
Von Dittmar war der Sohn von Leopold Manfred Napoleon von Dittmar und dessen zweiter Ehefrau, der geborenen Ella Meta Mathilde von Ditmar. Originale Quellen über seine Herkunft und seinen Lebensweg sind nicht bekannt, alle wesentlichen Informationen über ihn stammen entweder von Kindermann oder Alfred Erler. Wie Kindermann und Wolscht gehörte auch von Dittmar zu dem studentischen Milieu, das in einer Berliner Studentenunterkunft in einer ehemaligen Kaserne in der Friedrichstraße 107 eine Bleibe gefunden hatte. Diese Unterkunft spielte später im Moskauer Prozess eine wichtige Rolle, da von Dittmar behauptete, das Studentenheim in der Friedrichstraße sei von der Organisation Consul ins Leben gerufen worden. Dieser Geschichte von der Organisation Consul und ihrem Zusammenhang mit dem Studentenheim fehlte aber nach Erler jede Grundlage und sie kann als widerlegt gelten.
Kindermann, der von Dittmar im Umfeld des Studentenheimes kennenlernte, überlieferte folgende Beschreibung von ihm:

„Aus seinen Erzählungen konnte ich entnehmen, daß Max von Ditmar aus einem alten baltischen Geschlecht stammte, das durch die russische Revolution ganz verarmt war. Mittellos hatte er sein Studium begonnen und bald wieder unterbrechen müssen, um sich zunächst als Werkstudent den Unterhalt zu verdienen. Auf diese Weise kam er nach der badischen Schwarzwaldstadt Villingen und arbeitete hier in einer Fabrik. Gleichzeitig schloß er sich der Kommunistischen Partei an und wurde ihr eingeschriebenes Mitglied. Er unterhielt in der Folge Beziehungen zu einzelnen Sowjetangestellten der Botschaften in Wien und Berlin. Wenn ich auch über die Art seiner Verbindungen niemals genügend unterrichtet wurde, so glaubte ich doch daß sie keineswegs ehrlos waren. Er wollte wahrscheinlich später in den sowjetrussischen Dienst treten.
Ditmar war der Verwandte eines sehr bekannten deutschen Reichstagsabgeordneten der Rechtskreise. Wiederholt hatte er mir von seinen Bekanntschaften mit diesen Kreisen berichtet, die allerdings keine Ahnung hatten, daß er insgeheim Kommunist war. Mehrfach sagte er mir, das dürften sie unter keinen Umständen wissen, weil er sonst Schwierigkeiten bekommen würde. […] Ditmars Leben in Berlin unterschied sich von unserem wenig. Auch er hungerte viel und genoß manchmal ganze Tage kein warmes Essen. Die große Reise sollte, wie er sagte, für ihn ein Sprungbrett werden, durch das er seine Zukunft verbessern könnte. Er wollte unterwegs Eindrück und Erfahrungen sammeln, um sie nach der Heimkehr publizistisch zu verwerten.“

Erler, der mehrfach erkennen ließ, dass von Dittmar für ihn der Bösewicht in der Geschichte ist, auf den die arglosen Studenten Kindermann und Wolscht hereingefallen seien, bezeichnete von Dittmar „als anscheinend degenerierten Abkömmling[.] einer in Estland ansässigen Adelsfamilie“, der „als mittelloser, abenteuernder Emigrant […] verschiedene Semester auf deutschen Universitäten (Heidelberg, Berlin) die Rechtswissenschaft studiert [hat]. Nach Schilderung seiner Mutter, Ella von Ditmar, war er in politischen Dingen ein schwankendes Rohr, bald radikal rechts, bald radikal links. Als charakterloser pathologischer Lügner hat er sich später entpuppt. Std. Riemschneider erklärt, daß W. und K. mit Ditmar hereingefallen wären, obwohl er seinen Freund K. mehrfach vor diesem Menschen gewarnt habe. Durch stud. Rose war Ditmar an Kindermann empfohlen und hatte sich in der Baracke als glühender Trotzkiverehrer aufgespielt.“
Kindermann, der von Dittmar zurückhaltend und wortkarg erlebte, bestätigte, dass dieser ihn angesprochen und sich als Reisepartner empfohlen habe. „Dabei wies er immer wieder darauf hin, daß er als Deutschbalte estnischer Staatsangehörigkeit nicht nur die russische Sprache perfekt beherrsche, sondern vor allen Dingen über gute persönliche Beziehungen zu Sowjetleuten in Deutschland und in Rußland verfüge.“ Kindermann und Wolscht akzeptierten von Dittmar als Reisebegleiter und übertrugen ihm die Verhandlungen mit der russischen Botschaft. Gleichwohl konstatiert Erler eine Ungleichheit zwischen von Dittmar einerseits und Kindermann und Wolscht andererseits: „Sie hatten ihn nie recht für voll angesehen, ihn nur als Dolmetscher mitnehmen wollen, ihm nicht, wie er wünschte, die Reisekasse anvertraut.“ In dieser Zurücksetzung sieht Erler den Grund für die vielen seine Gefährten belastenden Anschuldigungen während des Moskauer Prozesses.
Während sich Erler für die Rehabilitierung von Kindermann und Wolscht engagierte, war vor allem Egon Erwin Kisch daran gelegen, der sowjetischen Lesart der Kindermann-Wolscht-Affäre in Deutschland Gehör zu verschaffen und in der Wochenzeitschrift Das Tage-Buch die Glaubwürdigkeit der Moskauer Angeklagten in Frage zu stellen. Von Dittmar war für Kisch schon deshalb unglaubwürdig, weil er Balte war, denn immer repräsentierten diese „einen sturen reaktionären Fanatismus, kein nationalistisches Geschrei war ihnen laut genug, keine Schmähung der Demokratie verletzend genug“. „Dittmar ist baltischer Adeliger, eng versippt mit dem Allerradikalsten der Deutschnationalen Baron Freytag-Loringhoven, und kommt aus dem Lande, dessen Aristokratie nur ein politisches Ziel hat: im großen kommunistischen Nachbarreich Verwirrung hervorzurufen“. (S. 1009) Dass sich von Dittmar Kindermann gegenüber von diesen Kreisen distanziert hatte, spielt für Kischs Verdikt keine Rolle. Für Kisch ist er Balte, und auf sie stoßen man überall „als die Herolde und Einpeitscher eines ziellos torkelnden Chauvinismus, als Verkünder des Kampfes gegen alle. Sie sind in ihrer Geistesart völlig die Grenzmenschen geblieben, die Kolonisten, die Siedlungspolitik mit Feuer und Schwert machen. So denken sie heute noch als Emigranten, so haben sie einst in ihrer Heimat als ergebene Diener des Zarismus gehandelt.“ (S. 1006)
Auch für Kischs Tage-Buch-Kollegen Stefan Großmann ist von Dittmar die „typische baltische Dreckseele“ (S. 1012), die sich schon früher in Wien als „Informator“ der Sowjet-Union betätigt habe. Er sei nebenbei „als Kurier für die estnische, litauische und, wahrscheinlich, auch für die deutsche Regierung tätig“ (S. 1012) gewesen. Großmann hält ihn für einen Spitzel der Moskauer Polizei, der als einziger der drei Angeklagten nach dem Urteil ein Gnadengesuch eingereicht habe und im Übrigen vom Staatsanwalt Krylenko „mit sanften Handschuhen“ angefasst worden sei. (S. 1013) Zentrale Teile der Anklage hätten auf von „Dittmars Erzählungen und auf den kindischen Märchen des ‚Gutachters‛ Heinz Neumann, eines deutschen Kommunisten von schlechtem Ruf, beruht“. (S. 1012)
Dass Kisch und Großmann von Dittmar in der Weise anprangern konnten, lag allerdings auch an ihm selbst. Als einer der wichtigsten Zeugen der Anklage im Moskauer Prozess und als Erfinder der abstrusesten Geschichten über seine Mitangeklagten, hat er selber viel dazu beigetragen, dass ihn die Nachwelt in schlechter Erinnerung behielt. Seine Motive hierfür liegen im Dunkeln. Fragen, ob er ein von Anfang an auf Kindermann und Wolscht angesetzter Spitzel war, oder ob er sich nur deswegen in Moskau gegen seine Mitangeklagten stellte, um seine eigene Haut zu retten, lassen sich nicht mehr beantworten. In seinem ersten Verhör im Moskauer Prozess outete er sich als „überzeugten Rechtsnationalisten“, der durch die Erfahrungen der Haft zum überzeugten Bolschewisten geworden sei:

„Ich begann unklar zu empfinden, daß ich mich die ganze Zeit hindurch auf einem falschen Weg befunden habe, wollte dies aber noch nicht einsehen. Und im Gefängnisse, als ich zum ersten Male die demaskierten ehemaligen Machthaber sah, lernte ich mit Entsetzen die wirkliche Fratze (sic!) der Bourgeoisie kennen. Ich sah, daß die Geistlichen nicht das Schwinden des Interesses an der Lehre Christi beweinten, Gott behüte, sie sprachen von der alten schönen Zeit, von der verlorenen Macht und vom Gelde. Die Offiziere und die Großgrundbesitzer betrauerten nicht das Schicksal des Vaterlandes. sondern sie dachten an die vergangenen Orgien, wo sie gut gegessen und getrunken hatten und die Knute schwingen konnten. Diese Enthüllungen waren für mich fürchterlich.
Alles, woran ich bis jetzt glaubte, Religion, Ehre, Moral und alle die schönen, anziehenden Losungen der Bourgeoisie, all das verschwand in einem entsetzlichen Abgrund, und von diesen Idealen, für die ich bereit war, mein ganzes Leben zu opfern, ist nur die häßliche Fratze eines Geldanbeters und Blutsaugers geblieben.“

Wie wahrheitsgetreu Kindermann diese Worte wiedergab, muss offen bleiben, aber in vielen Punkten erinnern Kindermanns Beschreibungen der Anklage, der Verhöre und der Geständnisse an eine Vorwegnahme von Arthur Koestlers berühmten Roman Sonnenfinsternis. Dies gilt vor allem für die von von Dittmar überlieferten Äußerungen während des Prozesses und sein Schlusswort dort, in dem er noch einmal behauptete, „gewisse Kreise der bürgerlichen Gesellschaft“ hätten ihn und seine Gefährten für ihre Ziele ausgenutzt. „Ich halte es für mein Pflicht, anzuerkennen, daß die Art der Behandlung, die Sauberkeit und die Verpflegung im Gefängnis der OGPU. in allen Ländern Europas zu wünschen wäre. Ich stehe jetzt auf dem Boden der Sowjetpolitik und bitte nicht um Gnade. Wie ich lebte, so sterbe ich!“
Unmittelbar nach der Verkündung des Todesurteils kam es, noch im Gerichtssaal, zu einer letzten kurzen Unterredung zwischen Kindermann und von Dittmar. Von Dittmar behauptete, zu seinem für die anderen schädlichen Verhalten gezwungen worden zu sein. Er machte Kindermann Hoffnungen, von der deutschen Regierung geholfen zu bekommen, sah aber für sich keine vergleichbare Chance seitens der estnischen Regierung. Dennoch hoffte er, dass ihm durch ein Gnadengesuch an die Sowjetregierung die Erschießung erspart bliebe. Im Anschluss an dieses Gespräch gab sich Kindermann verständnisvoll gegenüber von Dittmar:

„Ich kann es verstehen, daß man ihn wegen seines Uebertrittes zu den Bolschewisten scharf tadelte. Aber man darf doch niemals vergesse, welche schwere seelischen und körperlichen Qualen der junge Mensch im Innengefängnis erleiden mußte. Die Inszenierung der Probeerschießung, die beständigen Todesdrohungen, das Zusammensein mit diabolischen Provokateuren, die Kreuzverhöre und Verheißungen der Tschekisten haben ihn zur Strecke gebracht. Man bedenke auch, daß es der OGPU. bisher schon oft gelang, ausländische Diplomaten, ehemalige Offiziere, Geistliche, Industrielle, ältere, charakterfeste Männer auf die Knie zu zwingen. Diejenigen, welche ausschließlich Ditmar tadeln, mögen sich einmal fragen, ob sie selbst nicht den Ränken und Machenschaften einer so raffinierten Institution wie der bolschewistischen Geheimpolizei erlegen wären.“

Lamar Cecil schreibt, dass von Dittmar „an einem ‚Herzinfarkt‘ in der Lubianka im März davor gestorben war. Er war erst 25.“(Lamar Cecil: The Kindermann Wolscht Incident, S. 198. / „Ditmar had died of a ‚heart seizure‘ in the Lubianka the preceeding March. He was only twenty-five.“) Cecil bezieht sich dabei auf das Jahr 1926, das Jahr des Gefangenenaustauschs, in dessen Folge Kindermann und Wolscht wieder nach Deutschland zurückkehren durften. Bei Kindermann heißt es: „Nach der amtlichen Mitteilung des Außenkommissariats ‚starb‘ Max von Ditmar am 23. März 1926 ‚an einem Herzschlag‘ (!) in dem Innengefängnis der OGPU.“